# Championnat de Libye de football 1993-1994
Navigation
Saison précédente Saison suivante
La saison 1993-1994 du Championnat de Libye de football est la vingt-sixième édition du championnat de première division libyen. Vingt-et-un clubs prennent part au championnat organisé par la fédération. Les équipes sont réparties en deux poules où elles rencontrent leurs adversaires deux fois au cours de la saison, à domicile et à l'extérieur. Le système de promotion-relégation n'est pas connu.
C'est le club d'Al Ahly Tripoli, tenant du titre, qui remporte à nouveau la compétition, après avoir battu lors de la finale nationale Al Ittihad Tripoli.  C'est le huitième titre de champion de Libye de l'histoire du club, qui réussit même le doublé en s'imposant en finale de la Coupe de Libye face à Al Ittihad Tripoli.

## Les clubs participants
| - Al Medina Tripoli - Al Ahly Benghazi - Al Ittihad Tripoli - Al Africy - Al Majd Tripoli - Al Tahaddy Benghazi - Promu de Second Division - Alakhdhar S.C. - Al Mahalah Tripoli - Al Tersana Tripoli - Rafik Sorman - Al Ittihad Gheryan | - Al Ahly Tripoli - Al Nasr Benghazi - Al Wahda Tripoli - Al Hilal Benghazi - Asswehly Sports Club - Al Soukour Tobrouk - Al Dhahra Tripoli - Darnes Darnah - Al Murooj - Al Yarmouk Tripoli - Promu de Second Division |

## Compétition

### Classement
Le classement utilise le barème suivant :
- Victoire : 3 points
- Match nul : 1 point
- Défaite : 0 point

#### Groupe A
| Rang | Équipe               | Pts | J  | G  | N  | P  | Bp | Bc | Diff |
| ---- | -------------------- | --- | -- | -- | -- | -- | -- | -- | ---- |
| 1    | Al Ittihad Tripoli   | 44  | 20 | 13 | 5  | 2  | 27 | 7  | +20  |
| 2    | Al Hilal Benghazi    | 32  | 20 | 8  | 8  | 4  | 22 | 14 | +8   |
| 3    | Al Nasr Benghazi     | 32  | 20 | 8  | 8  | 4  | 30 | 24 | +6   |
| 4    | Asswehly Sports Club | 29  | 20 | 7  | 8  | 5  | 15 | 13 | +2   |
| 5    | Al Yarmouk TripoliP  | 25  | 20 | 7  | 4  | 9  | 16 | 22 | -6   |
| 6    | Rafik Sorman         | 25  | 20 | 6  | 7  | 7  | 13 | 17 | -4   |
| 7    | Al Dhahra Tripoli    | 23  | 20 | 4  | 11 | 5  | 13 | 14 | -1   |
| 8    | Darnes Darnah        | 23  | 20 | 4  | 11 | 5  | 12 | 13 | -1   |
| 9    | Alakhdhar S.C.       | 20  | 20 | 5  | 5  | 10 | 16 | 24 | -8   |
| 10   | Al Wahda Tripoli     | 20  | 20 | 4  | 8  | 8  | 13 | 17 | -4   |
| 11   | Al Ittihad Gheryan   | 19  | 20 | 4  | 7  | 9  | 14 | 20 | -6   |

| Qualifications et relégations | Qualifications et relégations        |
| ----------------------------- | ------------------------------------ |
|                               | Participation au match pour le titre |
|                               | P : Promu de Second Division         |

#### Groupe B
| Rang | Équipe               | Pts | J  | G  | N  | P  | Bp | Bc | Diff |
| ---- | -------------------- | --- | -- | -- | -- | -- | -- | -- | ---- |
| 1    | Al Ahly TripoliTC    | 39  | 18 | 11 | 6  | 1  | 23 | 8  | +15  |
| 2    | Al Medina Tripoli    | 33  | 18 | 9  | 6  | 3  | 21 | 12 | +9   |
| 3    | Al Ahly Benghazi     | 27  | 18 | 6  | 9  | 3  | 15 | 12 | +3   |
| 4    | Al Majd Tripoli      | 22  | 18 | 5  | 7  | 6  | 17 | 16 | +1   |
| 5    | Al Soukour Tobrouk   | 22  | 18 | 5  | 7  | 6  | 13 | 17 | -4   |
| 6    | Al Murooj            | 21  | 18 | 6  | 3  | 9  | 15 | 19 | -4   |
| 7    | Al Tahaddy BenghaziP | 20  | 18 | 6  | 2  | 10 | 15 | 21 | -6   |
| 8    | Al Mahalah Tripoli   | 20  | 18 | 3  | 11 | 4  | 9  | 13 | -4   |
| 9    | Al Africy            | 19  | 18 | 4  | 7  | 7  | 13 | 17 | -4   |
| 10   | Al Tersana Tripoli   | 18  | 18 | 4  | 6  | 8  | 14 | 18 | -4   |

| Qualifications et relégations | Qualifications et relégations                                                       |
| ----------------------------- | ----------------------------------------------------------------------------------- |
|                               | Participation au match pour le titre                                                |
|                               | T : Tenant du titre C : Vainqueur de la Coupe de Libye P : Promu de Second Division |

### Matchs

#### Match pour le titre
| Équipe 1        | Résultat | Équipe 2           |
| --------------- | -------- | ------------------ |
| Al Ahly Tripoli | 1 - 0    | Al Ittihad Tripoli |

## Bilan de la saison
| Championnat de Libye de football 1993-1994 |                            |
| Champion                                   | Al Ahly Tripoli (8e titre) |
| Coupes et trophées                         |                            |
| Vainqueur de la Coupe de Libye 1993-1994   | Al Ahly Tripoli            |
| Qualifications continentales               |                            |
| Coupe d'Afrique des clubs champions 1995   | Aucun                      |
| Coupe des Coupes 1995                      | Aucun                      |
| Coupe de la CAF 1995                       | Aucun                      |
| Promotions et relégations                  |                            |
| Promus en Premier League                   | Inconnus                   |
| Relégués en Second Division                | Inconnus                   |